# Nikola Kovačević (calciatore)
Nikola Kovačević (in serbo Никола Ковачевић?; Kragujevac, 14 aprile 1994) è un calciatore serbo, centrocampista svincolato.

## Carriera
Ha giocato nella prima divisione dei campionati serbo, lettone, indonesiano e montenegrino.